# Fedor den Hertog
Fedor Iwan den Hertog (Utrecht, 20 april 1946 - Ermelo, 12 februari 2011) was een Nederlands wielrenner. Zijn meest opzienbarende prestatie zette hij neer in 1969, toen hij tijdens de Ronde van Rheinland-Pfalz negen van de elf etappes en het eindklassement won, met 36 minuten voorsprong op de nummer twee in het klassement. Hij is een oudere broer van Nidi den Hertog (1951), met wie hij een tijdlang samen voor de Frisol-ploeg reed.
In zijn acht jaren als amateur was hij de schrik van het peloton in Nederland en ver daarbuiten. Dat leverde hem de bijnaam "Iwan de verschrikkelijke" op. Veel professionele wielerteams boden hem een contract aan, maar hij accepteerde hun aanbod niet, omdat hij bang was zijn vrijheid te verliezen. Toen hij in 1974 eindelijk beroepsrenner werd waren de profs gewaarschuwd, toch was hij al over zijn top heen toen hij beroepsrenner werd. Hij heeft zijn amateurcarrière als beroepsrenner nooit geëvenaard.
Den Hertog had een ernstig ongeluk gehad en zag niet goed meer. Mede daardoor is zijn loopbaan bij de profs niet uit de verf gekomen. In 2007 werd bekend dat Fedor prostaatkanker had, waaraan hij in februari 2011 op 64-jarige leeftijd overleed.

## Belangrijkste overwinningen
1966
- Nederlands Kampioen op de weg, amateurs
- Nederlands Kampioen clubteams

1968
- Olympisch kampioen ploegentijdrit (met René Pijnen, Jan Krekels & Joop Zoetemelk)
- Nederlands Kampioen op de weg, amateurs
- Nederlands Kampioen achtervolging (baan), amateur
- Circuit des Mines
- Omloop van Lotharingen

1969
- Nederlands Kampioen clubteams
- 1e etappe Ronde van België
- 8e etappe Ronde van België
- Eindklassement Ronde van Groot-Brittannië
- Eindklassement Ronde van Rijnland-Palts
- GP des Nations
- 6e etappe Ronde van de Toekomst

1970
- GP des Nations
- Omloop van de Kempen
- Ronde van Limburg
- Eindklassement Ronde van Bulgarije

1971
- Nederlands Kampioen achtervolging (baan), amateur
- Nederlands Kampioen clubteams
- 2e etappe Tour de l'Avenir
- Eindklassement Ronde van Groot-Brittannië

1972
- Nederlands Kampioen clubteams
- Brons 100 km ploegentijdrit Olympische Spelen
- 11e etappe deel B Ronde van de Toekomst
- Eindklassement Ronde van de Toekomst

1973
- Nederlands Kampioen clubteams
- 4e etappe Olympia's Tour
- 8e etappe Olympia's Tour
- Eindklassement Olympia's Tour

1974
- 3e eindklassement Ronde van Romandië

1975
- Nederlands Kampioen clubteams

1976
- 2e etappe Ronde van Nederland

1977
- Nederlands kampioen op de weg, profs
- 5e etappe Ronde van de Middellandse zee
- 3e etappe Ronde van Spanje
- 10e etappe Ronde van Frankrijk

1978
- 1e etappe Parijs-Nice

1979
- 3e etappe Ronde van Nederland

## Resultaten in voornaamste wedstrijden
| Jaar | Ronde van Italië | Ronde van Frankrijk | Ronde van Spanje |
| ---- | ---------------- | ------------------- | ---------------- |
| 1974 |                  | 27e                 |                  |
| 1975 | opgave           | 18e                 | opgave           |
| 1976 |                  |                     | opgave           |
| 1977 |                  | opgave (1)          | opgave (1)       |
| 1978 |                  | 25e                 |                  |
| 1979 |                  | 48e                 |                  |

| Jaar | Gent-Wevelgem | Ronde van Vlaanderen | Amstel Gold Race | Waalse Pijl |
| ---- | ------------- | -------------------- | ---------------- | ----------- |
| 1974 |               |                      | 21e              |             |
| 1975 |               |                      |                  |             |
| 1976 |               |                      | 30e              |             |
| 1977 | 22e           |                      | 49e              |             |
| 1978 |               | 31e                  |                  |             |
| 1979 |               |                      |                  | 52e         |

- International Standard Name Identifier: 0000 0003 8906 8513
- Nederlandse Thesaurus van Auteursnamen: 322841011
- Virtual International Authority File: 282384362

1960: Trapè, Bailetti, Cogliati, Fornoni ·
1964: Zoet, Dolman, Karstens, Pieterse ·
1968: Zoetemelk, Den Hertog, Krekels, Pijnen ·
1972: Jardi, Komnatov, Lichatsjov, Sjoekov ·
1976: Tsjoekanov, Tsjaplygin, Kaminski, Pikkuus ·
1980: Kasjirin, Logvin, Sjelpakov, Jarkin ·
1984: Bartalini, Giovannetti, Poli, Vandelli ·
1988: Ampler, Kummer, Landsmann, Schur ·
1992: Dittert, Meyer, Peschel, Rich
Wielerploegen van Fedor den Hertog
Alaimo ·
Allan ·
Becker · 
Beurskens ·
Blok · 
De Bisschop ·
Duijndam ·
F. den Hertog ·
N. den Hertog ·
Hulzebosch ·
Kamper ·
van Katwijk ·
van der Meijden ·
Ottenbros ·
Poppe ·
Priem ·
H. Prinsen ·
W. Prinsen ·
Schoeters ·
Segers ·
Smit ·
van Tol ·
de Vlam ·
Westrus
David Allan ·
Donald Allan ·
De Bisschop ·
De Cauwer ·
van Dongen ·
F. den Hertog ·
N. den Hertog ·
Hulzebosch ·
Kamper ·
van Katwijk ·
Koken ·
Kuiper  ·
Martins ·
Mendes ·
Ottenbros ·
Poppe ·
Priem ·
Prinsen ·
Reybrouck ·
Smit ·

Van Braeckel ·
Van Neste
David Allan ·
Donald Allan ·
Blok ·
Gilson ·
van Helvoirt ·
F. den Hertog ·
N. den Hertog ·
Kamper ·
Kruunenburg ·
Lannoo ·
Priem ·
Prinsen ·
Rompelberg ·
Smit ·
Steels ·
Tabak ·
Van Neste ·
Vandersnickt · 
Wildeboer
Allan ·
Baert (tot 30/06) ·
Bouckaert ·
Clinckart ·
De Wolf ·
Hermann ·
den Hertog ·
Kamper ·
Loysch ·
Malfait ·
Ocaña ·
Priem ·
Raas ·
Romero ·
Rompelberg ·
Rosiers ·
Schepmans ·
Smit ·
Steels ·
Van Der Linden ·
Vandersnickt · 
Wellens ·

Wesemael · 
Wildeboer · 
Wuyckens
Bolten ·
Colman ·
De Bal ·
Delcroix ·
Dierickx ·
Godefroot ·
den Hertog ·
Jacobs ·
Jakst ·
Peeters ·
Pevenage ·
Rottiers ·
Thurau ·
Van de Poel ·
Van De Wiele ·
Van Landeghem ·
Van Roosbroeck ·
Van Sweevelt ·
Verlinden ·
Willems
Blockx ·
Bogaert ·
Boonen ·
Devos ·
Govaerts ·
E. Gysemans ·
J. Gysemans ·
den Hertog ·
Jacques ·
Eddy Planckaert ·
Walter Planckaert ·
Willy Planckaert ·
Rompelberg ·
Schoonjans ·
Schurgers ·
Van Den Eynde ·
Van Looy ·

Verstraeten ·
Vicino
Beysens ·
Bogaert ·
Cuypers ·
De Beule ·
De Gendt ·
Desaever ·
Deschoenmaecker ·
De Wolf ·
Govaerts ·
van Houwelingen ·
den Hertog ·
Liboton ·
Luyten ·
Pollentier ·
Van De Poel ·
Van Roosbroeck ·
Van Looy ·
Verstraete ·
Verstraeten